# Normy moralne
Normy moralne – normy postępowania człowieka wynikające z moralności. Ich wypełnianie jest powinnością moralną, ich złamanie jest źródłem winy moralnej . Jest to jedno z podstawowych pojęć etyki.
Normy moralne tworzą system odmienny od pozostałych systemów normatywnych: (prawa, obyczaju, etykiety). Wielu autorów przyznaje normom moralnym pierwszeństwo w stosunku do innych norm, a czasami także kategoryczność, bezwzględność, powszechność, niezmienność . Inni wskazują, że absolutyzowanie uznawanych przez siebie norm moralnych i traktowanie ich jako powszechnych i bezwzględnie obowiązujących jest źródłem fanatyzmu.
Niektórzy autorzy rozróżniają „normę moralności” będącą naczelną zasadą etyczną i wynikające z niej szczegółowe normy moralne. Przykładami naczelnych norm moralności jest norma sformułowana przez Tomasza z Akwinu: „dążyć do dobra, unikać zła”, zapisana przez Jeremy'ego Benthama zasada dążenia do „maksymalnej korzyści dla maksymalnej liczby ludzi”, Kantowski imperatyw kategoryczny, czy zasada „czci dla życia” Alberta Schweitzera .

## Klasyfikacja norm moralnych
Maria Ossowska dokonała klasyfikacji szczegółowych norm moralnych :
- normy dotyczące biologicznego istnienia, m.in. zakazu zabijania, czy ochrony życia zwierząt,
- normy dotyczące  godności, w tym pojęcia honoru,
- normy dotyczące niezależności, w tym podstawowych wolności osobistych,
- normy dotyczące prywatności,
- normy dotyczące zaufania, w tym prawdomówności, lojalności,
- normy dotyczące sprawiedliwości,
- normy dotyczące konfliktów społecznych,
- normy niekategoryczne, formułowane w postaci zaleceń; są to różnego rodzaju cnoty etyczne,
- normy dotyczące innych norm moralnych, w tym m.in.:
  - zasadę, zgodnie z którą podobne przypadki należy traktować w podobny sposób,
  - imperatyw kategoryczny Kanta, zgodnie z którym należy stosować jedynie te normy, które chcielibyśmy, by stały się prawem powszechnym (by dało się je uogólnić),
  - zasadę, zgodnie z którą nikt nie powinien być sędzią we własnej sprawie.